# All-Ireland Senior Hurling Championship 1909
L'All-Ireland Senior Football Championship 1909 fu l'edizione numero 23 del principale torneo di hurling irlandese. Kilkenny batté Tipperary in finale, ottenendo il quarto titolo della sua storia.

## Formato
Parteciparono 15 squadre e si tennero i campionati provinciali i cui vincitori avrebbero avuto diritto d'accesso alla fase finale nazionale.

## Torneo
All-Ireland Senior Hurling Championship
| Limerick 17 ottobre 1909 Semifinale | Tipperary | 6-7 – 5-7 | Galway | Markets Field |

| Dublino 14 novembre Semifinale | Kilkenny | 3-17 – 0-3 | Derry | Jones's Road |

| Cork 12 dicembre Finale | Kilkenny | 4-6 – 0-12 | Tipperary | Cork Athletic Grounds |